# ستنيسو يوربان
ستنيسو يوربان (بالبولندية: Stanisław Urban)‏ هو مجدف بولندي، ولد في 13 سبتمبر 1907 في وارسو في بولندا، وتوفي في أبريل 1940 في كاتين في روسيا.

## وصلات خارجية
- ستنيسو يوربان على موقع الاتحاد الدولي للتجديف (الإنجليزية)
- ستنيسو يوربان على موقع اللجنة الأولمبية الدولية (الإنجليزية)
- ستنيسو يوربان على موقع أوليمبيديا (الإنجليزية)